# Могільно-Дуже
Могільно-Дуже (пол. Mogilno Duże) — село в Польщі, у гміні Добронь Паб'яницького повіту Лодзинського воєводства. Населення — 248 осіб (2011).
У 1975-1998 роках село належало до Серадзького воєводства.

## Демографія
Демографічна структура станом на 31 березня 2011 року:
|          | Загалом | Допрацездатний вік | Працездатний вік | Постпрацездатний вік |
| -------- | ------- | ------------------ | ---------------- | -------------------- |
| Чоловіки | 124     | 22                 | 90               | 12                   |
| Жінки    | 124     | 24                 | 72               | 28                   |
| Разом    | 248     | 46                 | 162              | 40                   |